# Камнеломка дернистая
Камнеломка дернистая (лат. Saxifraga cespitosa, также лат. Saxifraga caespitosa) — вид травянистых растений рода Камнеломка (Saxifraga) семейства Камнеломковые (Saxifragaceae), распространённый в северной части Евразии и Северной Америки.

## Ботаническое описание
Подушковидные многолетние травянистые растения, с бурыми остатками отмерших листьев у основания стеблей. Стебли красноватые, с опушением из головчатых волосков, 3—13 (20) см высотой. Прикорневые листья собраны в розетку, пальчато-лопастные, разделены на ⅓—½ на три узкие доли, клиновидно суженные в широкий черешок. Стеблевые — в числе 1—3, линейные, цельные или 3-раздельные.
Цветки крупные, одиночные или собраны по 2—3. Чашелистиков 5, тёмные, фиолетово-зелёные, с железистым опушением, продолговатые. Лепестков 5, зеленовато-белые или молочно-белые, узко-обратнояйцевидные, длиннее чашелистиков, 4—5 мм длиной. Тычинок 10. Плод — двугнёздная коробочка.

## Охранный статус
Вид внесён в Красные книги Финляндии и некоторых субъектов России: Камчатский край, Архангельская и Свердловская области (охраняется в заповеднике «Денежкин Камень», заказнике «Вижайские скалы»), Ханты-Мансийский и Ямало-Ненецкий автономные округа (Гыданский заповедник).

## Хозяйственное значение и использование
Летом поедается северным оленем (Rangifer tarandus), но из-за малого распространения практического значения не имеет.

## Классификация

### Таксономия
- Saxifraga cespitosa L., 1753, Sp. Pl. : 404

Вид Камнеломка дернистая включается в род Камнеломка (Saxifraga) семейства Камнеломковые (Saxifragaceae) порядка Камнеломкоцветные (Saxifragales), последовательно входящего в более крупные клады Суперрозиды → Эвдикоты → Цветковые растения. Таксономическая схема в соответствии с Системой APG IV по состоянию на июнь 2024 года:
|  |                          |  |                                   |                                   |                         |  | еще 14 семейств | еще 14 семейств |                          |  |                         |  | еще 560 подтвержденных видов и 331 вид, ожидающий подтверждения | еще 560 подтвержденных видов и 331 вид, ожидающий подтверждения |  |
|  |                          |  |                                   |                                   |                         |  | еще 14 семейств | еще 14 семейств |                          |  |                         |  | еще 560 подтвержденных видов и 331 вид, ожидающий подтверждения | еще 560 подтвержденных видов и 331 вид, ожидающий подтверждения |  |
|  |                          |  |                                   | порядок Камнеломкоцветные         |                         |  |                 |                 | род Камнеломка           |  |                         |  |                                                                 |                                                                 |  |
|  |                          |  |                                   | порядок Камнеломкоцветные         |                         |  |                 |                 | род Камнеломка           |  | 3 внутривидовых таксона |  |                                                                 |                                                                 |  |
|  | клада Цветковые растения |  |                                   |                                   | семейство Камнеломковые |  |                 |                 | Вид Камнеломка дернистая |  |                         |  |                                                                 |                                                                 |  |
|  | клада Цветковые растения |  |                                   |                                   |                         |  |                 |                 |                          |  |                         |  |                                                                 |                                                                 |  |
|  |                          |  | ещё 63 порядка цветковых растений | ещё 63 порядка цветковых растений |                         |  |                 | еще 34 рода     | еще 34 рода              |  |                         |  |                                                                 |                                                                 |  |
|  |                          |  |                                   | ещё 63 порядка цветковых растений |                         |  |                 |                 | еще 34 рода              |  |                         |  |                                                                 |                                                                 |  |

### Внутривидовые таксоны
- Saxifraga cespitosa subsp. decipiens (Ehrh.) Engl. & Irmsch.
- Saxifraga cespitosa subsp. laxiuscula (Engl. & Irmsch.) Á.Löve & D.Löve
- Saxifraga cespitosa var. emarginata Rosend.

### Синонимы
- Dactyloides caespitosa Nieuwl.
- Evaiezoa cespitosa Raf.
- Evaiezoa sileniflora Raf.
- Evaiezoa venosa Raf.
- Muscaria cespitosa (L.) Haw.
- Muscaria cespitosa subsp. exaratoides (Simmons) Á.Löve & D.Löve
- Muscaria delicatula Small
- Muscaria emarginata Small
- Muscaria micropetala Small
- Muscaria monticola Small
- Muscaria sileneflora (Sternb. ex Cham.) Small
- Saxifraga cespitosa subsp. cespitosa
- Saxifraga cespitosa subsp. monticola (Small) A.E.Porsild
- Saxifraga cespitosa subsp. sileneflora (Sternb. ex Cham.) Hultén
- Saxifraga cespitosa subsp. uniflora (R.Br.) A.E.Porsild
- Saxifraga cespitosa var. uniflora (R.Br. ex Parry) Hook. & Arn.
- Saxifraga decipiens var. cespitosa (L.) Engl.
- Saxifraga decipiens var. groenlandica (L.) Engl.
- Saxifraga decipiens var. uniflora (R.Br.) Lange
- Saxifraga delicatula Fedde
- Saxifraga emarginata Fedde
- Saxifraga groenlandica L.
- Saxifraga groenlandica subsp. exaratoides Simmons
- Saxifraga incurvifolia D.Don
- Saxifraga kittredgei Zhmylev
- Saxifraga lasiostigma Pers.
- Saxifraga sileniflora Sternb. ex Cham.
- Saxifraga uniflora R.Br.
- Saxifraga venosa Haw.